# Ronald Cohen
Ronald Louis Cohen, född 23 maj 1931 i Edinburgh, död 26 september 1999 i Toronto, var en skotsk psykolog.
Cohen, som var son till David Cohen och Vera Julius, avlade studentexamen 1947, blev Bachelor of Science vid Edinburghs universitet 1954 och 1959, filosofie licentiat vid Uppsala universitet 1961, filosofie doktor och docent i psykologi där 1964, universitetslektor där 1971  och kort därefter professor i psykologi vid University of Toronto. Han var chief chemist vid Herring Industry Board i Edinburgh 1957–1959.